# Números de teléfono en el Reino Unido

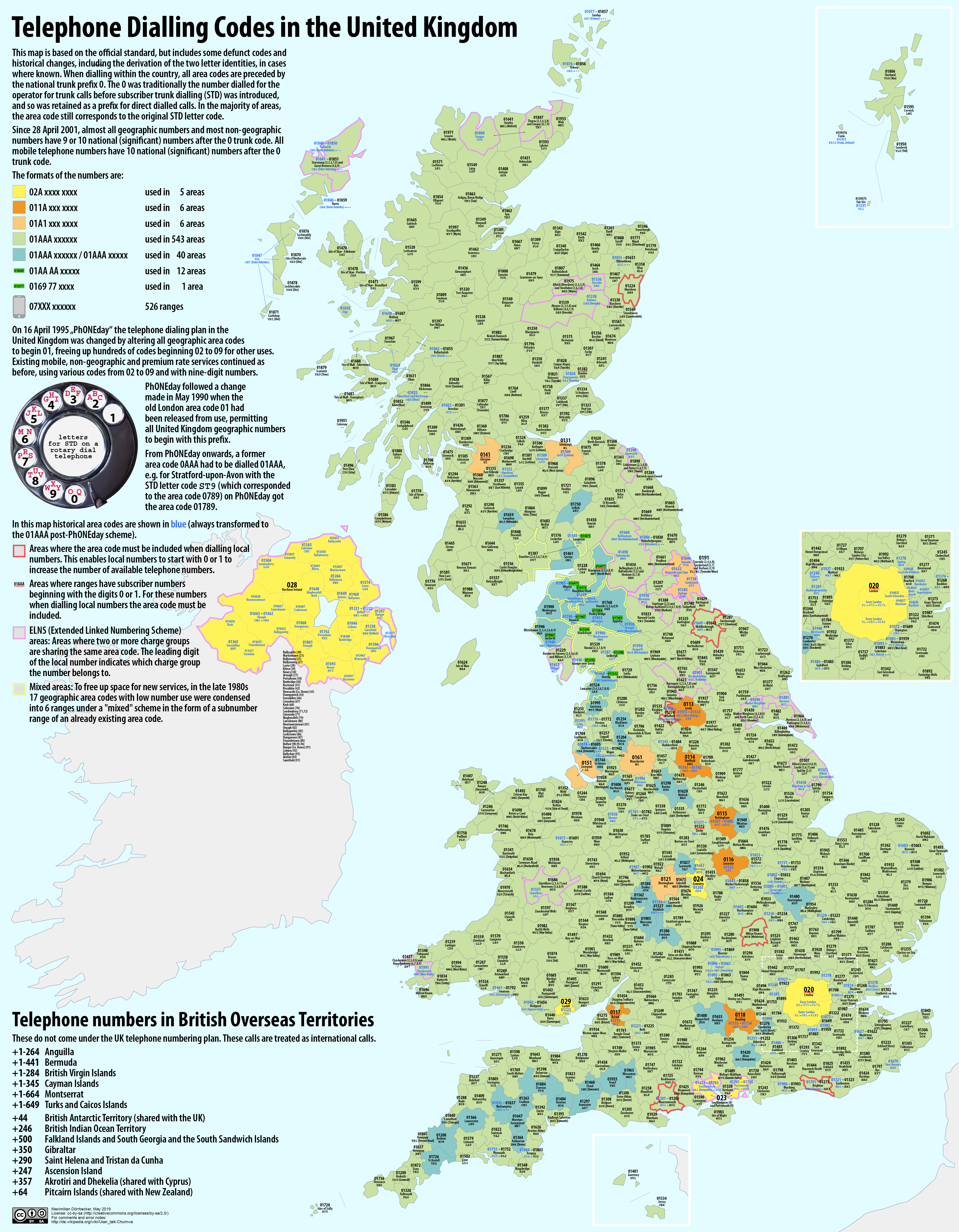

Los números de teléfono en el Reino Unido son los siguientes:

## Prefijos

### 01 y 02 - Números geográficos
Los números que empiezan por 01 o 02 son los números de teléfono normales de las líneas telefónicas de la casa y del negocio. Estos números siempre se dividen en dos partes:
- El código de área es lo primero, y está vinculado a una parte específica del país. Por ejemplo, el código de área 020 es para Londres y el código 0121 es para Birmingham. Cuando se llama entre dos teléfonos que tienen el mismo código de área, esta parte es opcional. A veces se muestra entre paréntesis para dejar esto claro. El código de área puede tener de dos a cinco dígitos.
- La segunda parte, normalmente separada del código por un espacio, se denomina "número local" o "número de abonado". Normalmente tiene 6, 7 u 8 dígitos, pero a veces solo puede tener 4 o 5 dígitos. Esto es siempre único dentro de un código de área. Por ejemplo, solo una persona en Mánchester podría tener el número 9460018.

Ejemplos: (020) 7946 0018, (0117) 504 1102, (01632) 402881, (01647) 61321, (015394) 52749, (016977) 3789.

### 03 - Números en todo el Reino Unido
Los números que comienzan con 03 son para empresas, gobiernos y otras organizaciones que necesitan un número no vinculado a ninguna parte del país. La ley dice que siempre deben costar lo mismo llamar a los números de teléfono 01 y 02 desde teléfonos fijos y móviles y estar incluidos en todos los paquetes de llamadas.

### 05 - Empresas y Teléfonos Internet
- Los números 055 son utilizados por las grandes empresas que necesitan muchos números para sus propias redes telefónicas privadas.
- Los números 056 se utilizan para los servicios de telefonía por Internet y permiten a la gente llamar a un teléfono por Internet desde un teléfono normal. Los teléfonos por Internet también pueden usar otros tipos de números
- Los números 0500 son gratuitos para llamar desde teléfonos fijos.

### 07 - Números Móviles y Personales
Estos números son para teléfonos móviles y servicios móviles similares:
- Los números 070 son "números personales" que las personas y las empresas utilizan para desviar llamadas a medida que se desplazan entre diferentes teléfonos y pueden resultar muy costosos para llamar.
- Los números 076 son para buscapersonas (excepto el 07624, que es el de los teléfonos móviles).
- Todos los demás números que empiezan por 07 son para teléfonos móviles.

### 08 - Tarifa Especial
Estos son números que se cobran a un precio diferente al de las llamadas telefónicas normales.
- Los números 0800 y 0808 son gratuitos para llamar desde teléfonos fijos. Con excepción de algunos números de teléfono específicos para organizaciones benéficas y líneas de ayuda, las llamadas desde teléfonos móviles no son gratuitas.
- Los números que empiezan por 084 son números de ingresos compartidos e imponen un cargo por servicio de 1 a 5 peniques por minuto a la persona que llama.
- Los números que empiezan por 087 (excepto el 0870) son números de ingresos compartidos e imponen un cargo por servicio de 5 a 10 peniques por minuto a la persona que llama.
- El cargo por servicio está relacionado con los primeros seis dígitos del número de teléfono llamado
- Los proveedores de línea fija añaden un cargo de acceso de 0 a 10 peniques por minuto al llamar a los números 084 y 087.
- Los proveedores de telefonía móvil añaden un cargo de acceso de 20 a 40 peniques por minuto cuando llaman a números 08. El precio total pagado puede ser de hasta 45 peniques por minuto y los números 08 nunca están incluidos en los paquetes de llamadas.

### 09 - Tarifa Premium
Estos son números de ingresos compartidos más caros con un cargo por servicio de hasta £1.50 por minuto. Estos números se utilizan para pagar por servicios, para información grabada, para citas y para votar en concursos. La persona que llama también paga un cargo de acceso a su propia red telefónica y esto varía de una red a otra.

## Números específicos
Operadora: 100
Policía (no de emergencia): 101
Servicio Nacional de Salud (no urgente): 111
Hora actual: 123 (no disponible en algunos móviles)
Servicios de emergencia: 999 o 112

## Números de teléfono en los territorios de ultramar
Los números de teléfono en los Territorios Británicos de Ultramar no están incluidos en el plan de numeración telefónica del Reino Unido. Estas llamadas se tratan como llamadas internacionales. A continuación se indican los códigos de acceso a los territorios de ultramar:

### Plan de numeración para América del Norte
- Anguila +1-264
- Bermudas +1-441
- Islas Vírgenes Británicas +1-284
- Islas Caimán +1-345
- Montserrat +1-664
- Islas Turcas y Caicos +1-649

### Otros
- Territorio Británico del Océano Índico +246
- Islas Malvinas +500
- Gibraltar +350
- Santa Helena y Tristán da Cunha +290
- Isla Ascensión +247
- Akrotiri y Dhekelia +357 (compartido con Chipre)
- Islas Pitcairn +64 (compartidas con Nueva Zelandia)

## Otros sitios web
- Lista de códigos de área telefónicos Archivado el 14 de mayo de 2017 en Wayback Machine.
- Sección de Política de Numeración del Reino Unido del sitio web de Ofcom

- Datos: Q848096